# Rafael Capó (Puerto Rico)
Rafael Capó is een plaats (comunidad) in het Amerikaanse unincorporated territory Puerto Rico, en valt bestuurlijk gezien onder gemeente Hatillo.

## Demografie
Bij de volkstelling in 2000 werd het aantal inwoners vastgesteld op 1863.

## Geografie
Volgens het United States Census Bureau beslaat de plaats een oppervlakte van 3,7 km², geheel bestaande uit land.

## Plaatsen in de nabije omgeving
De onderstaande figuur toont nabijgelegen plaatsen in een straal van 48 km rond Rafael Capó.